# Тимощенко, Андрей Михайлович
Андрей Михайлович Тимощенко (1910 — 1989) — советский дипломат. Чрезвычайный и полномочный посол.

## Биография
Член ВКП(б). Окончил Московский энергетический институт (1937). На дипломатической работе с 1941 года.
- В 1941—1942 годах — сотрудник центрального аппарата НКИД СССР.
- В 1942—1945 годах — дипломатический агент НКИД СССР в Мурманске.
- В 1945—1946 годах — на ответственной работе в центральном аппарате НКИД СССР.
- С 28 февраля 1946 по 24 сентября 1948 года — чрезвычайный и полномочный посланник СССР в Эфиопии[2].
- В 1948—1950 годах — помощник заведующего Экономическим отделом МИД СССР.
- В 1950—1953 годах — заместитель политического представителя СССР при Правительстве Австрии.
- В 1953—1954 годах — начальник Отдела аппарата Верховного комиссара СССР в Австрии.
- В 1954—1957 годах — советник-посланник Посольства СССР в Австрии.
- В 1957—1959 годах — эксперт-консультант Отдела международных экономических организаций МИД СССР.
- В 1959—1962 годах — советник-посланник Посольства СССР в ФРГ.
- С 14 июня 1962 по 2 сентября 1969 года — чрезвычайный и полномочный посол СССР в Танзании (до 1964 — Танганьике)[3].
- В 1969—1979 годах — на ответственной работе в центральном аппарате МИД СССР.

С 1979 года — в отставке.